# Athetis truncipennis
Athetis truncipennis là một loài bướm đêm trong họ Noctuidae.